# Urolophus viridis
Urolophus viridis  (лат.) — вид рода уролофов семейства короткохвостых хвостоколов отряда хвостоколообразных. Является эндемиком юго-восточного побережья Австралии. Встречается на глубине до 180 м. Грудные плавники этих скатов образуют ромбовидный диск, ширина которого превышает длину. Дорсальная поверхность диска окрашена в ровный светло-зелёный цвет. Между ноздрями имеется прямоугольная складка кожи. Тонкий хвост оканчивается листовидным хвостовым плавником, имеются латеральные складки кожи. Спинные плавники отсутствуют. В средней части хвостового стебля расположен зазубренный шип. Максимальная зарегистрированная длина 51 см. 
Размножается яйцеживорождением. В помёте 1—3 новорожденных. Беременность длится 10—12 месяцев. Рацион состоит в основном из ракообразных и полихет. Не является объектом целевого лова. В качестве прилова попадается при коммерческом промысле. Интенсивное рыболовство в ареале привело к снижению численности популяции.

## Таксономия
Впервые вид был научно описан австралийских ихтиологом Аланом Риверстоуном МакКаллахом в 1916 году. Голотип представляет собой особь длиной 37,7 см, пойманную донным тралом у берегов Нового Южного Уэльса (37°07′ ю. ш. 150°09′ в. д.) на глубине 90 м исследовательским судном F.I.S. «Endeavour» . Паратипы: особи длиной 39,6—42,2 см, пойманные там же. Видовой эпитет происходит от слова лат. virides — «зелёный» и обусловлен окраской этих скатов. В глубоких водах юго-восточного побережья Австралии обитает схожий неописанный вид хвостоколов, который отличается от Urolophus viridis бо́льшим числом лучей грудных плавников (106—107 против 100).

## Ареал
Urolophus viridis обитают в тёплых умеренных водах юго-восточного побережья Австралии от Портленда, Виктория, до Стрэдброук Айленд, Квинсленд, включая Тасманию. Эти донные рыбы встречаются на мягком грунте внешнего края континентального шельфа на глубине от 20 до 200 м, чаще всего между 80 и 180 м.

## Описание
Широкие грудные плавники этих скатов сливаются с головой и образуют ромбовидный диск, ширина которого превышает длину. «Крылья» закруглены, передний край диска почти прямой, заострённое мясистое рыло образует тупой угол и слегка выступает за края диска. Позади крупных глаз расположены брызгальца в виде запятых. Между ноздрями пролегает кожный лоскут с мелкобахромчатой нижней кромкой, образующей по краям удлинённые лопасти. На дне ротовой полости имеются 4—7 пальцеобразных отростков, ряд таких же отростков покрывает нижнюю челюсть. Зубы мелкие, с овальными основаниями. На вентральной стороне диска расположено 5 пар коротких жаберных щелей. Небольшие брюшные плавники закруглены
Длина короткого хвоста составляет 75—91 % от длины диска. По обе стороны хвостового стебля пролегают складки кожи.  Хвост сужается и переходит в низкий листовидный хвостовой плавник. На дорсальной поверхности хвоста в центральной части расположен зазубренный шип. Спинные плавники отсутствуют. Кожа лишена чешуи. Максимальная зарегистрированная длина 51 см. Окраска светло-зеленого цвета, латеральные края диска розоватые. Вентральные латеральные края также бывают окантованы тёмной полосой. У молодых скатов хвост тёмно-коричневого цвета, а у взрослых оливковый. У некоторых особей область под хвостом и кончик рыла бывают тёмными.

## Биология
Urolophus viridis охотятся в основном на полихет и ракообразных. На этих скатах паразитируют моногенеи рода Calicotyle. Подобно прочим хвостоколообразным Urolophus viridis размножаются яйцеживорождением. Самки приносят потомство ежегодно. В помёте 1—3 новорожденных. Беременность длится 10—12 месяцев. Самцы и самки достигают половой зрелости при длине 28 и 26—31 см соответственно. Скаты, обитающие вокруг Лейк Энтренс становятся половозрелыми при меньшей длине. 

## Взаимодействие с человеком
Эти скаты не являются объектом целевого лов. В качестве прилова попадаются при коммерческом промысле. Пойманных рыб выбрасывают за борт, уровень выживаемости у них низкий, пойманные беременные самки имеют тенденцию абортировать. За период с 1976—77 по 1996—1997 численность пойманных в водах Нового Южного Уэльса хвостоколов сократилась на 2/3. Интенсивный промысел в ареале продолжается. Международный союз охраны природы присвоил этому виду статус сохранности «Уязвимый». 